# Giovanni Battista Caccini

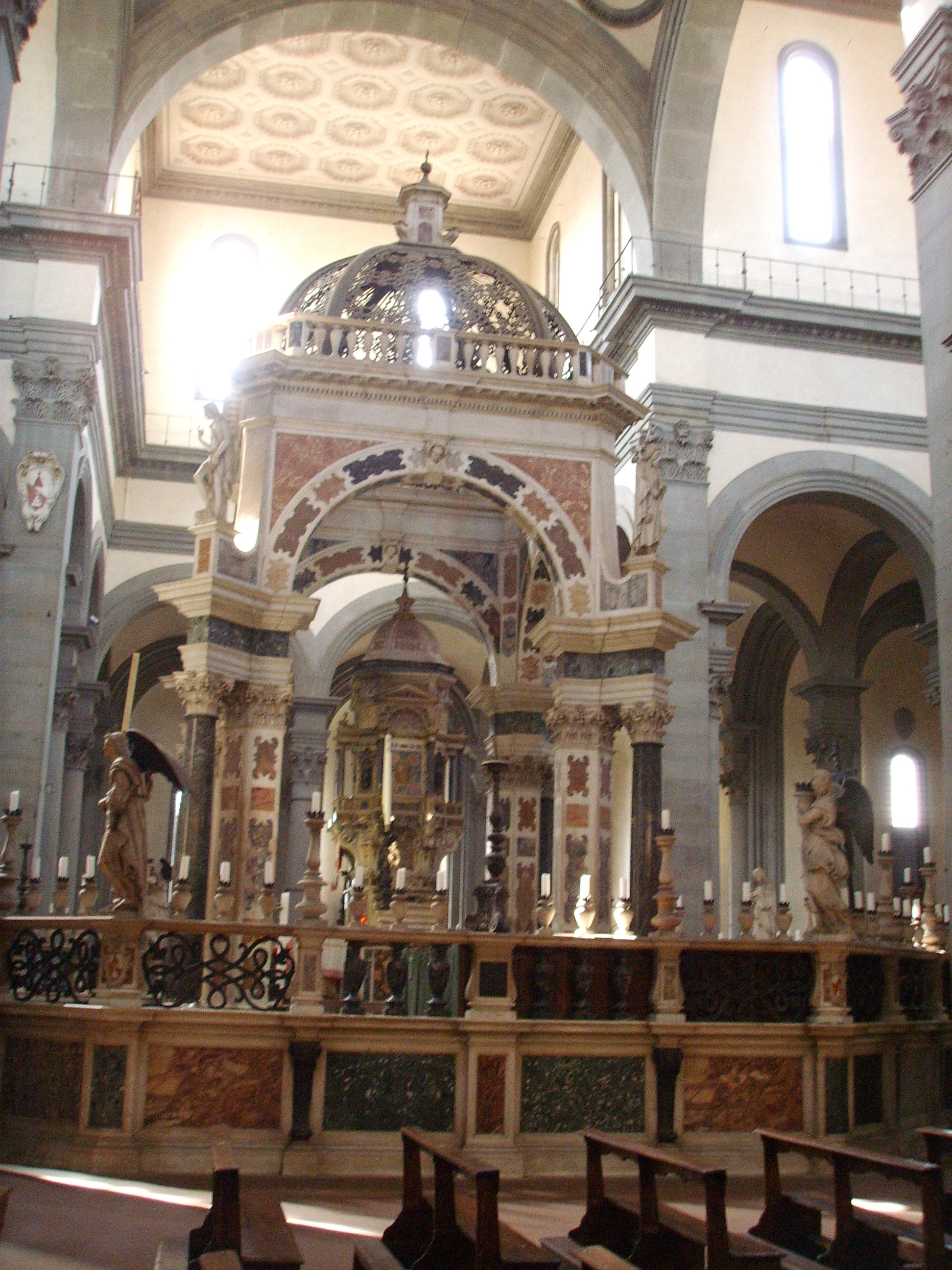
Il ciborio di Santo Spirito

Giovanni Caccini (Roma, 1556 – Firenze, 1613) è stato uno scultore e architetto italiano.

## Biografia
In gioventù frequentò l'Accademia delle Arti del Disegno di Firenze, quindi entrò al servizio dei Medici, come scultore. Fratello di Giulio Caccini, famoso compositore romano. 
Dopo aver collaborato con Giovanni Antonio Dosio, nel 1578 fu nello studio di Giambologna, ma il suo stile non ne rimase influenzato. Negli anni '90 del Cinquecento aprì una bottega personale.
Tra le sue opere principali le due statue dell'Estate e l'Autunno per il ponte di Santa Trinita, il gruppo marmoreo di Carlo V incoronato da Papa Clemente VII nel Salone dei Cinquecento di Palazzo Vecchio, il coro e ciborio in Santo Spirito (1590-1606), molte oltre alle numerose statue allegoriche nel giardino di Boboli (Prudenza, Esculapio con Ippolito morente, l'Autunno, Higea, Fauna e Giove).
Numerosi sono anche i suoi ritratti di personaggi dell'epoca, spesso scolpiti come busti. Lavorò anche a Pisa, dove scolpì alcuni dei rilievi per le nuove porte del Duomo. Come architetto si ricorda il portico della basilica della Santissima Annunziata (1601).
Il suo stile è svincolato dalla maniera allora dominante, derivata dal convulso manierismo di Giambologna: è più stilizzato, ma non per questo meno elegante.
Con Pietro Tacca e Pietro Francavilla fu il principale scultore fiorentino nel passaggio tra il Cinque e il Seicento.

## Altre immagini

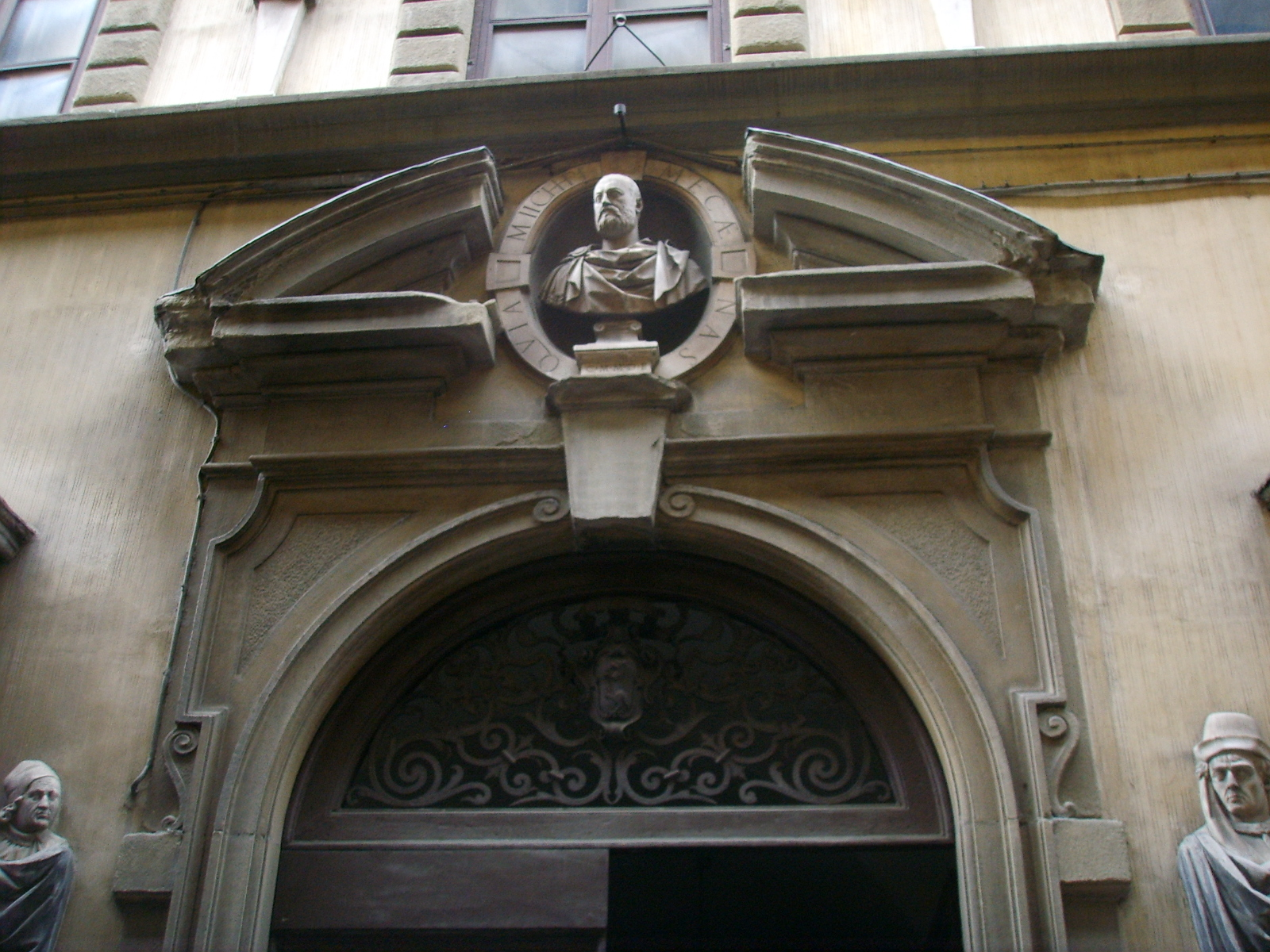
Busto di Cosimo I, Palazzo Valori-Altoviti
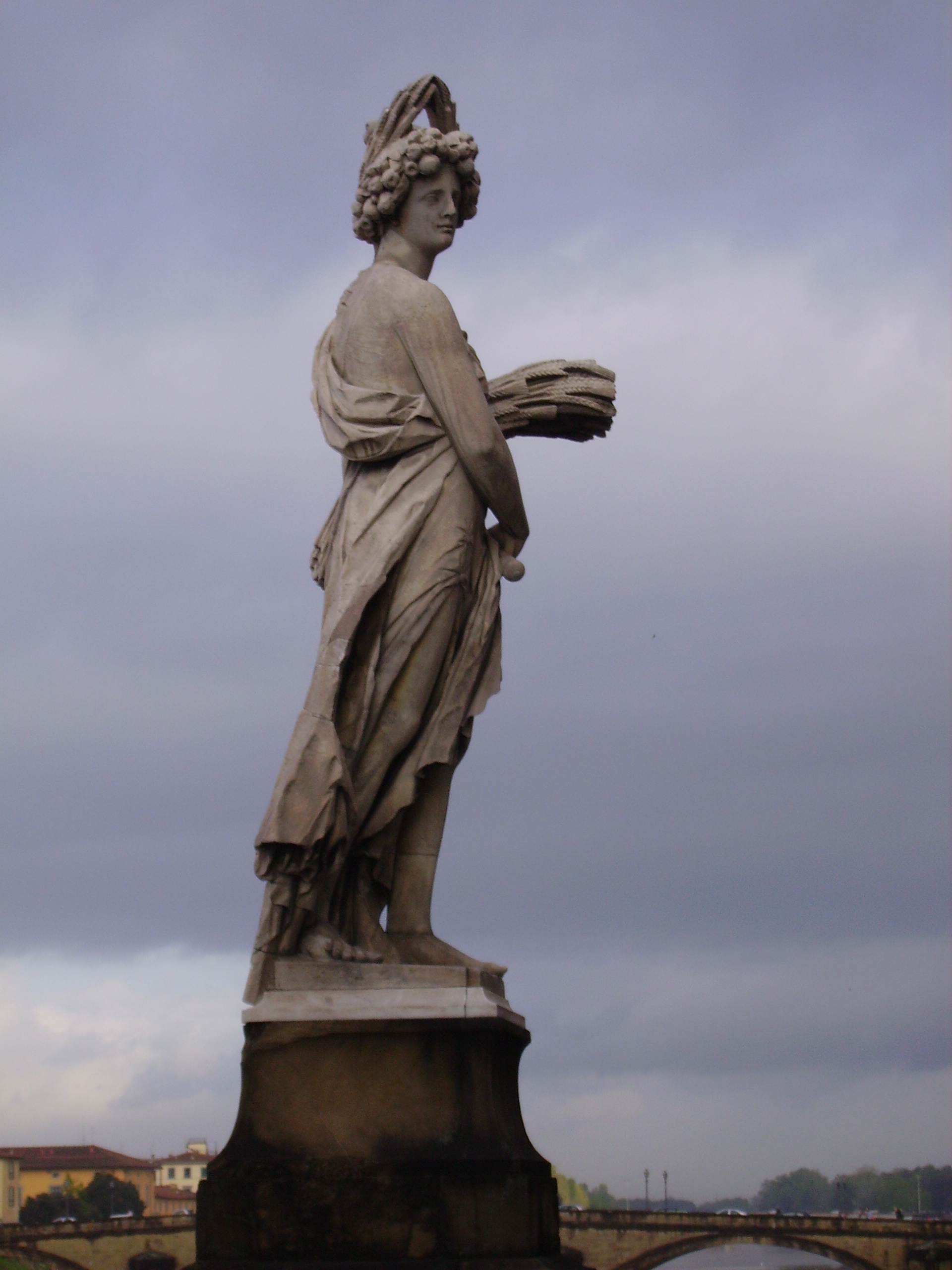
Estate, Ponte Santa Trinita
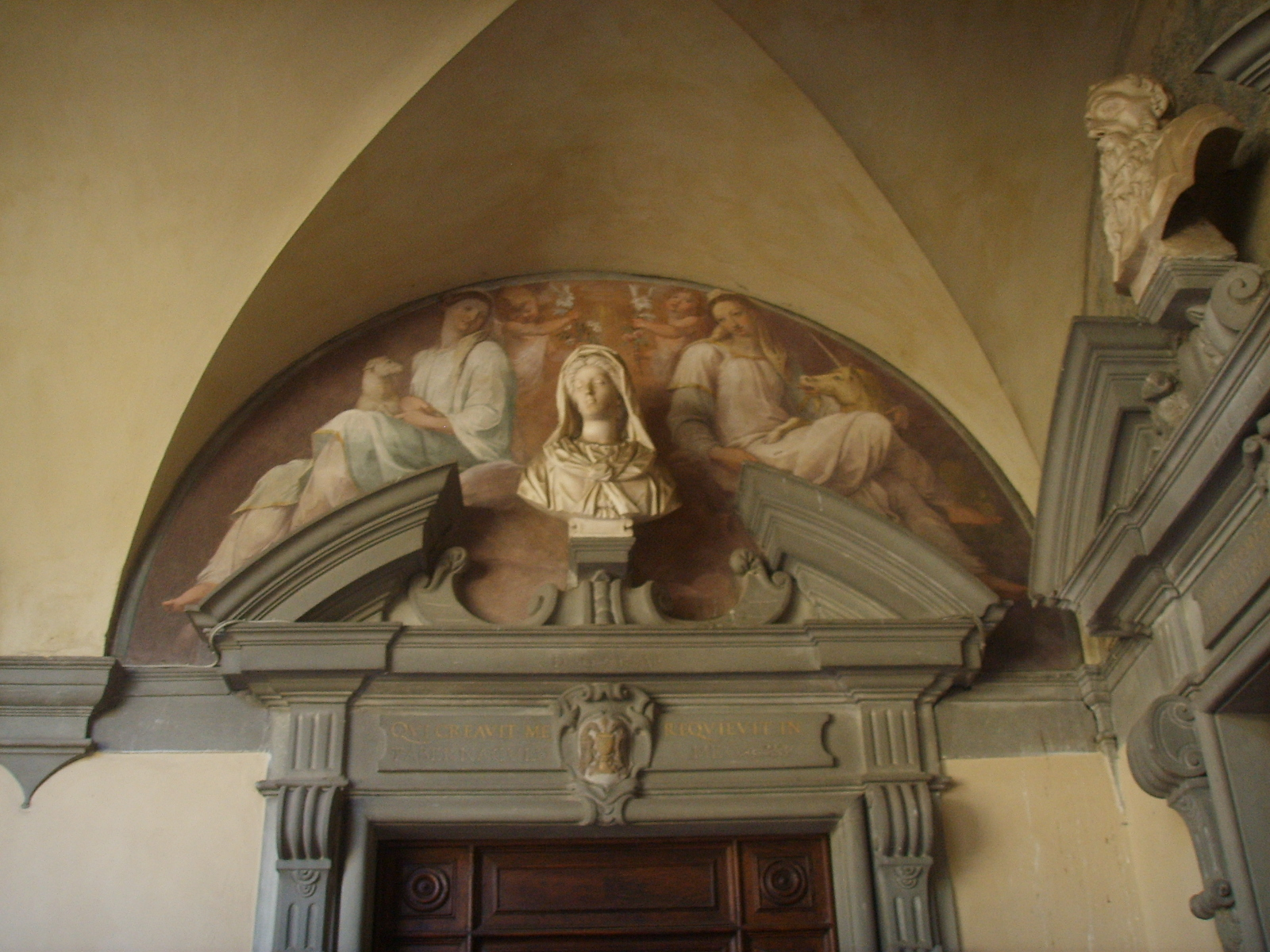
Busto della Madonna, Chiostro della Sagrestia, chiesa di Santa Maria degli Angeli (Firenze)